# Korossaari
Korossaari är en ö i Finland. Den ligger i sjön Vuosjärvi och i kommunen Kannonkoski i den ekonomiska regionen  Saarijärvi-Viitasaari och landskapet Mellersta Finland, i den centrala delen av landet, 300 km norr om huvudstaden Helsingfors. Öns area är 9,6 hektar och dess största längd är 0,9 kilometer i nord-sydlig riktning.